# Хорн, Виктория
Викто́рия Хорн (англ. Victoria Horne; 1 ноября 1911, Нью-Йорк, Нью-Йорк — 10 октября 2003, Беверли-Хиллз, Калифорния, США) — американская актриса.

## Биография
Виктория Хорн родилась 1 ноября 1911 года в Нью-Йорке. В 1950 году вышла замуж за актёра Джека Оуки и прожила с ним до самой его смерти в 1978 году. Пара всю жизнь прожила в фамильном поместье «Окридж» в Нортридже (Northridge). После смерти супруга Виктория продолжила жить там, завещав поместье Университету Южной Калифорнии; издала посмертно несколько книг Джека. Тем не менее после смерти Виктории в 2003 году поместье отошло в собственность городу Лос-Анджелес.

## Избранная фильмография
49 лент, в 25 из них в титрах не указана (обозначены знаком *)
- 1944 — Леди-призрак / Phantom Lady — мисс Пейтон*
- 1944 —  / Men on Her Mind — роль неизвестна*
- 1944 — Багровый коготь / The Scarlet Claw — Нора
- 1945 — Примерный разговор / Roughly Speaking — служанка*
- 1945 — Невидимый / The Unseen — Лили*
- 1945 — Секретный агент Икс-9 / Secret Agent X-9 — Набура, японская шпионка
- 1945 — Подушка смерти / Pillow of Death — Вивьен Флетчер (озвучивание*)
- 1946 — Алый всадник / The Scarlet Horseman — Лома
- 1946 — Каждому своё / To Each His Own — медсестра Дейзи Джинграс
- 1946 — Голубые небеса / Blue Skies — Марта, медсестра
- 1947 — Однажды случится весна / Suddenly, It's Spring — лейтенант Биллингс
- 1947 — Вина Джанет Эймс / The Guilt of Janet Ames — медсестра*
- 1947 — Катастрофа: История женщины / Smash-Up, the Story of a Woman — женщина*
- 1947 — Призрак и миссис Мьюр / The Ghost and Mrs. Muir — Ева
- 1947 — Амбер навсегда / Forever Amber — квакер*
- 1947 — Дейзи Кеньон / Daisy Kenyon — Марша, секретарь*
- 1948 —  / The Mating of Millie — медсестра*
- 1948 — Возвращение Октября / The Return of October — Маргарет Грант*
- 1948 — Змеиная яма / The Snake Pit — заключённая*
- 1949 — Эбботт и Костелло встречают убийцу, Бориса Карлоффа / Abbott and Costello Meet the Killer, Boris Karloff — миссис Харгрив
- 1950 — Мужчины /The Men — жена лейтенанта-инвалида*
- 1950 —  / Never a Dull Moment — исполнительница комических куплетов*
- 1950 — Харви / Harvey — Миртл Мэй Симмонс
- 1952 — Скандальная страница / Scandal Sheet — Мэри*
- 1952 — Корабль мечты / Dreamboat — официантка*
- 1952 —  / Cuckoo on a Choo Choo (к/м) — Роберта
- 1953 — Синяя гардения / The Blue Gardenia — встревоженная женщина*
- 1953 — Любовь к незнакомцу / Affair with a Stranger — миссис Уоллес
- 1959 — Чудесная страна / The Wonderful Country — танцующая горожанка*